# 池田一臣
池田 一臣（いけだ いっしん、1932年3月12日‐ 2023年8月5日）は、日本の俳優、演出家、脚本家、声優。東京都出身。

## 人物
早稲田大学文学部国文科卒業。
演出劇場、劇団三期会を経て現代劇センター・真夏座主宰や制作集団・真夏座代表を務めた。マネジメントは現代劇センタープロダクション。

## 出演

### テレビドラマ
- 刑事くん 第2部 第18話「越前岬に幼い夢は」（1973年、TBS / 東映）
- 仮面ライダーV3 第40話「必殺! V3マッハキック!!」（1973年、MBS / 東映） - 団地の住人
- ザ・ボディガード 第3話「哀しみの白い雨傘」（1974年、NET / 東映）
- 燃える捜査網 第1話「女子中学生投身自殺」（1975年、NET / 東映）
- がんばれ!!ロボコン 第108話「ウンギャラリ! 大減点とはきびしーい!!」（1977年、NET / 東映） - カズオの父
- ロボット110番 第19話「稲妻キックを受けてみろ」（1977年、ANB / 東映） - 課長

### 舞台
- 江戸の虎退治
- 怪盗物語
- 銀河鉄道の夜
- 桜の園

### テレビアニメ
1965年
- W3（星兄弟の父）

1967年
- リボンの騎士（ガリゴリ）

1974年
- 科学忍者隊ガッチャマン（ヒューム教授）

1977年
- ドカベン（1977年 - 1979年、北、校長）

1979年
- こぐまのミーシャ（1979年 - 1980年、ヤギ先生 他）
- シートン動物記 りすのバナー（長老）

1982年
- うる星やつら（1982年 - 1984年、長老）
- まいっちんぐマチコ先生（要人）

1986年
- ドテラマン（ズカン・ソクネッツ）

1990年
- 楽しいムーミン一家（1990年 - 1991年、幽霊）

2003年
- キノの旅 -the Beautiful World-（老紳士）

### 劇場アニメ
- 楽しいムーミン一家 ムーミン谷の彗星（1992年、天文学者B）
- グスコーブドリの伝記（1994年、クーボー博士）